# Chargés à bloc
Production
Diffusion
Chargés à bloc (Obliterated) est une série télévisée américaine de comédie dramatique d'action en huit épisodes d'environ 51 minutes créée par Jon Hurwitz, Hayden Schlossberg et Josh Heald, et mise en ligne le 30 novembre 2023 sur Netflix. La série met en vedette Nick Zano et Shelley Hennig.

## Synopsis
Après l'avoir traqué pendant plusieurs mois, une équipe d'opérations spéciales d'élite — formée des meilleurs (et pires) éléments des branches des forces armées et des services de renseignement américains — parvient à arrêter Ivan Koslov, trafiquant d'armes ayant volé plusieurs kilos de plutonium pour en faire une arme qu'il était payé pour faire sauter à Las Vegas. Une fois le complot mis en échec et l'arme nucléaire sécurisée, les membres de l'équipe célèbrent l'accomplissement de leur mission comme il se doit, à grand renfort d'alcool, de drogues et de sexe.
Mais en plein milieu de la soirée, alors que plusieurs d'entre eux se sont violemment disputés, ils découvrent que la bombe nucléaire qu'ils ont neutralisée était factice, et que les associés de Koslov exigent sa libération au petit matin, sous peine de faire sauter Las Vegas avec la vraie qu'ils ont toujours en leur possession. C'est donc une équipe aux membres bourrés, drogués, et fâchés entre eux qui doit malgré son triste état retrouver l'arme pour éviter une catastrophe sans précédent.

## Distribution

### Acteurs principaux
- Nick Zano (VF : Jean-François Cros) : maître principal Chad McKnight des Navy Seals.
- Shelley Hennig (VF : Audrey Sourdive) : agent Ava Winters de la CIA, cheffe de l'équipe d'intervention.
- Terrence Terrell (VF : Diouc Koma) : premier maître Trunk des Navy Seals.
- Alyson Gorske (VF : Zina Khakhoulia) : Lana, une fêtarde civile.
- C. Thomas Howell (VF : Jérémie Covillault) : sergent-chef Haggerty, démineur de l'US Army.
- Eugene Kim (VF : Thierry Kazazian) : capitaine Paul Yung, pilote d'hélicoptère de l'US Air Force.
- Paola Lázaro (VF : Ingrid Donnadieu) : sergent-cheffe Angela Gomez, tireuse d'élite du Corps des Marines.
- Kimi Rutledge (VF : Karine Foviau) : agent Maya Lerner de la NSA, experte informatique.

### Acteurs récurrents et invités
- Carl Lumbly (VF : Thierry Desroses) : Directeur James Langdon de la CIA
- Costa Ronin (VF : Laurent Maurel) : Ivan Koslov, trafiquant d'armes
- Ivan G' Vera (VF : Michel Vigné) : Vlad Litvin
- David Costabile (VF : Michel Dodane) : Wade Maddox, vendeur du marché noir

 Source et légende : version française (VF) sur RS Doublage

## Production
Jon Hurwitz, Hayden Schlossberg et Josh Heald, les créateurs de Cobra Kai, ont conçu Chargés à bloc dans le cadre de leur accord global avec Sony Pictures Television, avec l'intention d'écrire et de produire la série. En octobre 2019, TBS a commandé directement dix épisodes pour la série ; cependant, elle a ultérieurement été transférée de TBS à Netflix et réduite à huit épisodes. Hurwitz, Schlossberg et Heald ont également assuré la réalisation, tandis que Dina Hillier a contribué en tant que productrice exécutive aux côtés des trois créateurs. Nick Zano et Shelley Hennig ont été choisis pour les rôles principaux, et la distribution principale s'est ensuite élargie avec Terrence Terrell, Alyson Gorske, C. Thomas Howell, Eugene Kim, Paola Lázaro et Kimi Rutledge,. Des rôles récurrents supplémentaires et des invités spéciaux ont été annoncés en octobre 2022.
Le tournage a commencé en juillet 2022, se déroulant à Las Vegas et à Albuquerque,.
Le 1er février 2024, la série est annulée.

## Épisodes
1. Une belle brochette de héros (Real American Heroes)
2. L'Ennemi russe (Born in the U.S.S.R.)
3. Jeux foireux (Craps)
4. Traversée du désert (Walks Of Shame)
5. Feu à volonté ! (Shots! Shots! Shots!)
6. Bons baisers de Vegas (From Vegas with Love)
7. Un cadeau du ciel ? (Make It Rain)
8. Un dernier pour la route (Last Call)

## Critiques
Le site agrégateur de critiques Rotten Tomatoes a rapporté un taux d'approbation de 47 % avec une note moyenne de 4/10, basé sur 17 critiques. Le consensus des critiques du site déclare : « Chargés à bloc met les bouchées doubles pour être aussi mémorable qu'une virée en boîte, mais la gueule de bois s'installe rapidement pour cette série excessivement chargée. » Metacritic, qui utilise une moyenne pondérée, a attribué une note de 46 sur 100 basée sur 9 critiques, indiquant des « critiques mitigées ou moyennes ». Leila Latif du Guardian a attribué à la série une étoile sur cinq et a écrit : « Ce thriller est tellement mauvais que vous souhaitez que les méchants utilisent la bombe nucléaire. »